# Aposthonia jacobsoni
Aposthonia jacobsoni is een insectensoort uit de familie Oligotomidae, die tot de orde webspinners (Embioptera) behoort. De soort komt voor in Java.
Aposthonia jacobsoni is voor het eerst wetenschappelijk beschreven door Silvestri in 1912.